# Канно Юґо
Канно Юґо (яп. 菅野 祐悟, Kanno Yūgo, нар. 5 червня 1977 , Каваґое, Префектура Сайтама ) — японський композитор і музикант, відомий своєю роботою над багатьма телевізійними драмами, аніме-серіалами та фільмами.

## Біографія
Канно народився в Сайтамі, Японія. Він відвідував молодшу середню школу в Кавагое, а потім переїхав до Таканедзава для вступу в університет. Навчаючись у школі, він захоплювався музикою імпресіонізму. Він закінчив музичний коледж Токіо, факультет композиції, курс кінокомпозиції і почав писати музику для фільмів, рекламних роликів та артистів, ще будучи студентом.
14 грудня 2007 року Канно провів свій перший оркестровий концерт, який, згідно з його веб-сайтом, «почався з сильного бажання послухати живу музику». Його перший оркестровий концерт відбувся в Suntory Hall Blue Rose у 2007 році. Його перший 2-денний концерт до Дня святого Валентина відбувся в Bunkamura Orchard Hall у 2014, Yupoto Hall у 2015, Mielparque Hall у 2016, Hitomi Memorial Hall у 2017/2018 та Sakura Hall у 2019 і був добре прийнятий. Він також брав участь у кількох музичних колабораціях, таких як 2014 «Yugo Kanno x Junichi Hirokami x Kyoto City Symphony Orchestra», «Yugo Kanno x MOZU Concert», «Gunshi Kanbei Talk & Concert», 2015 «Kizuna Concert» тощо. Крім того, у 2016 році відбулася прем’єра «Symphony No. 1 ~ The Border ~», яку виконав Кансай Філ у квітні 2019 року. У 2012 році він почав працювати художником після того, як випадково намалював портрет друга, який зайшов до нього в майстерню.
Під впливом батька він виріс, слухаючи джаз і класичну музику з раннього дитинства. Він почав грати на фортепіано у віці чотирьох років, був одержимий футболом і фортепіано в початковій школі, і жив чутливим хлопчиком в молодших класах, відповідаючи за ударні інструменти в шкільному духовому гуртку. Після вступу в середню школу він почав давати уроки композиції і мав на меті вступити до музичного коледжу. У 1997 році він вступив до Токійського коледжу музики. У 2004 році він дебютував у віці 27 років в драматичному серіалі Fuji TV «Останнє Різдво». Відтоді він бере активну участь у створенні різноманітних музичних фільмів, телесеріалів, анімаційних та документальних фільмів.
У 2010 році він отримав нагороду японських кінокритиків «Movie Music Artist Award» і музичну нагороду Japan Theatre Staff Film Festival за фільм «Амальфі: Нагороди богині». У травні 2014 року він виграв Monthly Galaxy Award, а в червні 2015 року отримав заохочувальну премію як композитор за п’єсу на 52-й церемонії вручення нагород Galaxy Awards у телевізійній категорії.